# Alexandra Lacrabère
Alexandra Lacrabère, född 27 april 1987 i Pau, är en fransk handbollsspelare. Hon är vänsterhänt och spelar i anfall som högernia. 

## Klubbkarriär
Lacrabère spelade i början för den franska föreningen Bordes Sport HB och CA Bèglais HB. Säsongen 2008/09 var högernian under kontrakt i spanska BM Bera Bera. Lacrabère återvände 2009  till Frankrike till  Toulouse HB. Ett år senare anslöt sig Lacarbère som niometersspelare till Arvor 29 i Brest. Med den klubben vann hon franska mästerskapet 2012.Lacrabére blev 2012 skytteligavinnare, utsedd till bästa högernia och MVP i franska mästerskapet. Men Arvor 29 gick i konkurs 2012. Lacrabère återvände utomlands till ryska Zvezda Zvenigorod. 2013 skrev hon under ett kontrakt med franska förstaligalaget Union Mios Biganos/Bègles Säsongen 2013/14 vann Lacrabère med 129 mål skytteligan i franska ligan. Sommaren 2014 anslöt hon till OGC Nice. Säsongen 2016/17 bytte Lacrabère klubbadress till makedonska ŽRK Vardar SCBT. Med Vardar vann hon  2017 makedonska mästerskapet och cupen. I januari 2018 skrev hon kontrakt med CJF Fleury Loiret Handboll..

## Landslagskarriär
Lacrabère debuterade i franska landslaget mot Ryssland 2006. Alexandra Lacrabère deltog vid OS 2008 i Peking där laget slutade på femte plats, och vid EM 2010 samt VM 2011, där Frankrike tog silver. Hon deltog i EM 2012 liksom i OS 2012 utan att Frankrike vann någon medalj.Lacrabere spelade också VM 2013, EM 2014 och VM 2015. 2016 var hon med och tog OS-silver i Rio de Janeiro. Hon blev utsedd till högernia i All star team i OS och kom på andra plats i skytteligan i OS. I EM i Sverige 2016 tog Frankrike bronsmedaljen. Lacrabère var med och tog guldet vid VM i Tyskland 2017. Lacrabére var med också i EM 2018 och i finalen var hon avgörande med fyra mål i andra halvlek.
Hon var med och tog OS-guld med Frankrike i OS 2020 i Tokyo.

## Meriter
- Franska mästerskapet med Arvor 29 2012
- Makedonska mästerskapet med ZRK Vardar 2017.

Individuellt
- Årets handbollsspelare i Frankrike – Bästa spelare,  2012
- Riddare av Nationalförtjänstorden,  1 december 2016[6]
- Riddare av Hederslegionen,  8 september 2021[7]

[Redigera Wikidata]

## Privat
Alexandra Lacrabère är öppet lesbisk.